# Rezoluce Rady bezpečnosti OSN č. 43
Rezoluce Rady bezpečnosti OSN č. 43, kterou Rada bezpečnosti OSN jednohlasně schválila 1. dubna 1948, upozorňuje na rostoucí násilí a nepokoje v mandátní Palestině a vyzývá Židovskou agenturu a Vysoký arabský výbor, aby jejich představitelé byli k dispozici Radě bezpečnosti, a aby zajistili a prosadili příměří. Rezoluce dále vyzývá arabské a židovské ozbrojené skupiny k okamžitému ukončení násilí.